# 稲の旋律
『稲の旋律』（いねのせんりつ）は、旭爪あかねによる小説。
『しんぶん赤旗』に2001年9月21日から2002年2月28日まで連載後、2002年4月に新日本出版社から単行本になり、第35回多喜二・百合子賞を受賞した。2003年には東京芸術座によって舞台化された。
2005年に同社から刊行された『風車の見える丘』（『民主文学』連載、2008年に青年劇場が舞台化）で同作品の登場人物のその後に触れ、2010年に完結編として『月光浴』（『女性のひろば』連載）が刊行された。

## ストーリー
親の期待による重圧から対人恐怖症となった藪崎千華は、なんとか大学は卒業したものの、就職もうまくゆかず、アルバイトの職を転々としていた。30歳を目前にして父親の口利きにより小さな会社に就職するものの仕事で大きなミスを犯してしまい、絶望した千華は出社拒否をして家に引きこもるようになる。
会社から私物を引きとりに来てほしいと言われた千華は、母親から菓子折り代を渡されJR総武線（各駅停車）に乗車するが、強いプレッシャーにより会社の最寄駅で下車することができず乗り過ごしてしまう。電車は下車予定の錦糸町駅を通り過ぎ、東京都から千葉県へと移りゆく車窓には、ちらほらと緑が増え始めた。車窓から見えた小さな菜園の野菜たち、自分とは正反対の生気に満ちた緑に幾ばくかの癒しを感じた千華は、緑や自然がもっと沢山ある場所へ行ってみたいと思い、終点の千葉駅で目にとまったガラガラの銚子行きの電車に乗り込んだ。
千葉駅を出てしばらく行くと、車窓いちめんに水田が広がった。緑一色、風に揺れる夏の稲のあまりの美しさと迫力に心を衝き動かされた千華は、もっとそばで見たいと強く思い、次の駅で電車を降り、母親から渡された菓子折り代で切符を精算した。水田のそばまで行き、一通り稲を愛でた千華は、即席の便箋に自分の現況と今の苦しい心情をしたため、千葉駅で買ったお茶のペットボトルに詰めて水田に置いた。
それを拾った水田の耕作者である専業農家の晋平は、千華に手紙を送る。こうして二人の交流が始まり、千華は文通や農作業体験などを通して、ものを育てることの素晴らしさ、そして天候などの自然現象に左右され「効率性」の追求に限界のある農業というもの、引きこもりになったことにより効率性とは相容れない人生を歩んでいる自分、効率性を過度に重視するあまり食の安全もままならない現代社会、効率的でないと批判され廃れゆく日本の農業の現実に触れるなかで、自分自身と親の人生をみつめなおしてゆく。

## 特色
全文が往復書簡の手紙形式で書かれている書簡体小説である（主に主人公の千華と、その次に重要な登場人物である晋平との往復書簡であるが、物語の進行により、千華の手紙の相手は晋平以外の人物になる場面もある）。
プロレタリア文学の流れを汲む民主主義文学というジャンルに属している作品であるが、作者の旭爪はこの作品について防衛ホーム新聞社の『自衛隊ニュース』の取材も受けている。

## 映画
『アンダンテ 〜稲の旋律〜』の題で2010年に公開。

### キャスト
- 藪崎千華：新妻聖子
- 広瀬晋平：筧利夫
- 堀川逸子：秋本奈緒美
- 薮崎由利恵：宇津宮雅代
- 薮崎信昭：村野武範
- 小林新：三上真史
- 榎本隆之：ぶっちゃあ (お笑い芸人)
- 山原健蔵：松方弘樹
- 吉原冴子：宮内知美
- 高山奈緒：紗綾
- 広瀬雄平：上田耕一
- 広瀬静子：正司照枝
- 駅長：中条きよし

### 映画版について
映画版のタイトルに付された「アンダンテ」（andante）とは、楽譜に記される演奏記号の一種で、「歩くような速さで演奏する」という意味である。
ほぼ原作どおりのストーリーだが、上映時間の制約から一部のエピソードが整理されている。また、原作では千華が大卒なのに映画では大学中退など、設定にも一部変更がある。娯楽性を向上させるために晋平の性格が、ややお調子者的に描かれている。またオリジナルキャラクターとして原作には登場しない駅長（中条きよし・友情出演）が登場して、毎回駅舎に味わい深い標語を掲示し、物語にアクセントを与えている。原作が全文手紙形式で書かれた書簡体小説である点は、その書簡の原文をナレーションという形で効果的に活かしつつ、ナレーションが多くなり過ぎないように配慮されている。
原作において、農業に関する考証は、千葉県匝瑳郡光町（現・山武郡横芝光町）で自然農業に取り組んでいる稲作・養鶏農家から教示を受けたという（原作の巻末に表記）。そのため、映画版も横芝光町を中心に撮影が行われた。ただし、鉄道のシーンは千葉県市原市の小湊鉄道および同線の上総鶴舞駅を「横芝光町駅」に看板を変えて撮影が行われた。なお、原作の舞台は千葉県矢沢郡三喜（みよし）町という架空の地名であり、千華が乗降する駅も三喜駅となっている。
映画公式パンフレットによれば、映画のクライマックスシーンに欠かせない稲穂を実らせた水田が、日照不足や台風被害で撮影が可能かどうかの判断の別れ際の状態にあり、一時は茨城県の水田での撮影も考慮するに至ったが、「これまで撮影でお世話になった横芝光町の皆さんのためにも横芝光町で撮りたい」と、最終的には監督の熱意に動かされて周囲が一丸となり、横芝光町での撮影にこぎつけたという。

## 出版情報
- ISBN 4-406-02878-1